# 菲爾莫爾鎮區 (密歇根州)
菲爾莫爾鎮區（英語：Fillmore Township）是位於美國密歇根州阿勒根縣的一個行政鎮區。

## 地方資料
菲爾莫爾鎮區的面積為73.50平方千米，當中陸地面積為73.40平方千米，而水域面積為0.10平方千米。根據2010年美國人口普查的數據，當地共有人口2778人，而人口密度為每平方千米37.8人。